# سيدة داربانفيل
سيدة داربانفيل (بالإنجليزية: Lady D'Arbanville)‏ أغنية كتبها وسجلها المغني وكاتب الأغاني البريطاني كات ستيفنس أو يوسف إسلام بعد اعتناقه الإسلام 1977. تم إصدار الأغنية في أبريل 1970، وظهرت لاحقًا في ألبومه الثالث «منا بون جاكون Mona Bone Jakon»، الذي صدر في وقت لاحق من ذلك العام، وكانت هذه أول أغنية فردية له يتم إصدارها بعد توقيع عقد مع شركة «ايلاند للتسجيلات». كتب ستيفنس الأغنية عن صديقته القديمة «باتي داربانفيل» (ممثلة أمريكية وعارضة أزياء سابقة إشتهرت بظهورها في مشاريع أندي وارهول).

## خلفية الأغنية
أصيب ستيفنز بمرض السل الرئوي، مما تطلب دخوله المستشفى والراحة لمدة عام، خلال هذا الفترة، قضى ساعات فراغه في كتابة أكثر من 40 أغنية، عندما كان ستيفنز يقترب من نهاية فترة تعافيه، حضر حفلة تجمع الموسيقيين في لندن؛ بما في ذلك جيمي بيج وستيف وينوود وجينجر بيكر وإريك كلابتون وآخرين من الحضور، ومن بين رواد الحفل كانت باتي داربانفيل، وبدأ الاثنان في المواعدة على مدار أكثر من عام، وكانت تبقى معه كلما كانت في لندن، لكنها غالبًا ما وجدت حياتها المهنية تأخذها إلى باريس ونيويورك. بعد أكثر من عام معها، كان ستيفنز على استعداد للتقدم في علاقة جدية أكثر من صديقته الشابة الطموحة، وفي رحلة إلى نيويورك سمعت باتي أغنيته عنها على موجات الأثير، وكان رد فعلها حزين وقالت: «كان على أن أكون لوحدي لفترة من الوقت لأفعل ما أريد القيام به، انه من الجيد أن تكون وحيدًا في بعض الأحيان. كتب ستيفن (الاسم الذي يناديه به الأصدقاء) تلك الأغنية عندما غادرت إلى نيويورك، لقد غادرت لمدة شهر، ولم تكن هذه نهاية العالم أليس كذلك؟ لكنه كتب هذه الأغنية الكاملة، لقد قال.. سيدة داربانفيل لماذا تنام هكذا؟ .. إنها عني وأنا ميتة. لذلك عندما كنت في نيويورك، كان الأمر بالنسبة له كما لو كنت مستلقية في نعش... لقد كتب ذلك لأنه اشتاق إلي، لأنه كان يشعر باليأس... إنها أغنية حزينة وبكيت عندما سمعت ذلك، لأنني علمت حينها أن الأمر انتهى إلى الأبد.»

## طاقم العزف والتسجيل
- كات ستيفنس: غناء وجيتار ولوحات المفاتيح (كيبورد).
- ألون ديفيز: جيتار وغناء مساند
- جون رايان: صوت مزدوج
- هارفي بيرنز: إيقاع

## كلمات الأغنية
سيدتي داربانفيل، لماذا تنامين هكذا؟ My Lady d'Arbanville, why do you sleep so still?
سأوقظك غدا I'll wake you tomorrow
وستملئي حياتي، نعم، ستمئلي حياتي And you will be my fill, yes, you will be my fill
سيدتي داربانفيل، لماذا تحزنيني هكذا؟ My Lady d'Arbanville, why does it grieve me so
قلبك يبدو صامتًا جدًا But your heart seems so silent
لماذا أنفاسك بطيئة، لماذا أنفاسك بطيئة؟ Why do you breathe so low, why do you breathe so low
سيدتي داربانفيل، لماذا تنامين هكذا؟ My Lady d'Arbanville, why do you sleep so still
سأوقظك غدا I'll wake you tomorrow
وستملئي حياتي، نعم، ستملئي حياتي And you will be my fill, yes, you will be my fill
سيدتي داربانفيل، تبدين باردة جدًا الليلة My Lady d'Arbanville, you look so cold tonight
شفتيك وكأنها الشتاء Your lips feel like winter
تحولت بشرتك إلى الأبيض، تحولت بشرتك إلى الأبيض Your skin has turned to white, your skin has turned to white
سيدتي داربانفيل، لماذا تنامين هكذا؟ My Lady d'Arbanville, why do you sleep so still
سأوقظك غدا I'll wake you tomorrow
وستملئي حياتي، نعم، ستملئي حياتي And you will be my fill, yes, you will be my fill
لا لا لا لا لا La la la la la
سيدتي داربانفيل، لماذا تحزنيني هكذا؟ My Lady d'Arbanville, why does it grieve me so
قلبك يبدو صامتًا جدًا But your heart seems so silent
لماذا أنفاسك بطيئة، لماذا أنفاسك بطيئة Why do you breathe so low, why do you breathe so low
أحببتك سيدتي، رغم إنك متمددة في قبرك I loved you my lady, though in your grave you lie
سأكون دائما معك I'll always be with you
هذه الوردة لن تموت أبدا، هذه الوردة لن تموت أبدا This rose will never die, this rose will never die
أحببتك سيدتي، رغم إنك متمددة في قبرك I loved you my lady, though in your grave you lie
سأكون دائما معك I'll always be with you
هذه الوردة لن تموت أبدا، هذه الوردة لن تموت أبدا This rose will never die, this rose will never die

## وصلات خارجية
- سيدة داربانفيل
- سيدة داربانفيل على يوتيوب
- سيدة داربانفيل